# .tw
.tw e интернет домейн от първо ниво за Тайван. Администрира се от TWNIC. Представен е през 1989 година.

## Домейни от второ ниво
Домейни от второ ниво под домейн имена от трето ниво
- edu.tw
- gov.tw
- mil.tw
- com.tw
- net.tw
- org.tw
- idv.tw
- game.tw
- ebiz.tw
- club.tw
- .tw